# John L. Cloudsley-Thompson
John Leonard Cloudsley-Thompson (* 23. Mai 1921 in Murree, Britisch-Indien, heute Pakistan; † 4. Oktober 2013) war ein britischer Weltkriegsveteran, Zoologe und Hochschullehrer.

## Leben

### Jugend
John Thompson wurde als Sohn eines britischen Arztes in Murree geboren und erhielt seine Schulausbildung am Marlborough College in der englischen Grafschaft Wiltshire. Anschließend nahm er am Pembroke College der Universität Cambridge ein Studium der Naturwissenschaften auf.

### Zweiter Weltkrieg
Thompsons Studium wurde durch den Beginn des Zweiten Weltkriegs unterbrochen. Im September 1939 diente er als Freiwilliger in einer Ausbildungseinheit in Reading, Grafschaft Berkshire. Nachdem er für einige Zeit seinen Vater, Leiter des Gesundheitswesens im Londoner Metropolitan Borough of Lambeth, bei der Einrichtung von Verbandplätzen unterstützte, meldete Thompson sich wiederum als Freiwilliger zum Royal Tank Regiment. Bis zu seiner Einberufung diente er bei den Local Defence Volunteers, der späteren British Home Guard.
1941 wurde Thompson einberufen und absolvierte eine Offiziersausbildung an der Royal Military Academy Sandhurst. Nach kurzzeitigem Dienst in verschiedenen Einheiten wurde er der 7th Armoured Division zugeteilt und nahm ab November 1941 an der Operation Crusader teil. Im Mai 1942 war Thompson Kommandant eines Kampfpanzers Crusader, der bei der Verteidigung des Nachschub-Knotenpunkts Knightsbridge Box östlich von Tobruk zerstört wurde. Die Besatzung kam ums Leben oder wurde gefangen genommen, lediglich Thompson konnte mit schweren Beinverletzungen entkommen. Er wurde zunächst in einem Feldlazarett in Tobruk versorgt, mit einem Zug zur Behandlung in ein Militärhospital nach Kairo transportiert, und kehrte schließlich zur Genesung nach Großbritannien zurück. Thompson begleiteten die Folgen seiner Verwundung sein Leben lang. Bedeutender war jedoch, dass sein Interesse an der Wüstenfauna dadurch geweckt worden war, dass er und seine Kameraden Skorpione, Spinnen und andere Wüstentiere zum Zeitvertreib hielten.
In Großbritannien wurde Thompson Ausbilder der Panzerartillerie an der Militärakademie Sandhurst. 1944 heiratete er Anne Cloudsley und nannte sich fortan John Cloudsley-Thompson. Rechtzeitig vor der Landung der Alliierten im Rahmen der Operation Neptune kehrte Thompson zu seiner Panzereinheit zurück. Am 13. Juni 1944 wurde seine Panzerkolonne in der Schlacht um Villers-Bocage von einem deutschen Kampfpanzer unter dem Kommando von Michael Wittmann angegriffen. Thompsons Kampfpanzer Cromwell wurde dabei zerstört, die Besatzung konnte sich retten. Im Juli 1944 nahm Thompson bei Caen an der Operation Goodwood teil.

### Zoologe
Nach dem Krieg kehrte Cloudsley-Thompson an die Cambridge University zurück, um sein Studium zu beenden. Er erlangte einen Magisterabschluss und einen Doktortitel in Zoologie und wurde Dozent am King’s College in London. Aufgrund seines während des Militärdienstes in Nordafrika gewonnenen Interesses an der Ökologie der Wüste ging er 1960 als Professor an die University of Khartoum und wurde Kurator des ihr angeschlossenen Naturkundemuseums.
Von 1969 bis 1972 war Cloudsley-Thompson Gastprofessor an der University of New Mexico in Albuquerque, New Mexico. 1972 kehrte er nach London zurück um als Professor am Birkbeck College der University of London zu lehren. 1986 wurde er emeritiert, setzte aber seine Forschungs- und Publikationstätigkeit bis an sein Lebensende fort. Cloudsley-Thompson hat zahlreiche Publikationen zur Ökologie der Wüstenfauna, insbesondere zu Spinnen und Skorpionen, verfasst. Er war Verfasser oder Herausgeber von mehr als 50 wissenschaftlichen und populärwissenschaftlichen Büchern, Begründer der Zeitschrift Journal of Arid Environments und Herausgeber der Buchreihe Adaptations of Desert Organisms.
Cloudsley-Thompson war Mitglied zahlreicher Gelehrtengesellschaften, unter ihnen die Royal Society of Biology, die Royal Entomological Society, die British Arachnological Society und die Zoological Society of London. Von 1974 bis 1983 war er Vorsitzender der British Naturalists’ Association. Er war seit 1997 Ehrenmitglied der Linnean Society of London. 1981 wurde ihm die Ehrendoktorwürde der University of Khartoum verliehen.
Cloudsley-Thompson starb im Oktober 2013, ein Jahr nach seiner Ehefrau Anne. Er hinterließ drei Söhne.

## Dedikationsnamen (Auswahl)
- Cicileus cloudsleythompsoni Lourenço, 1999 (Scorpiones, Buthidae)
- Microcharmus cloudsleythompsoni Lourenço, 1995 (Scorpiones, Buthidae)
- Neobuthus cloudsleythompsoni Lourenço, 2001 (Scorpiones, Buthidae)
- Orthochirus cloudsleythompsoni Lourenço & Leguin, 2011 (Scorpiones, Buthidae)
- Rhagodessa cloudsleythompsoni Benoit, 1964 (Solifugae, Rhagodidae)

## Erstbeschreibungen (Auswahl)
- Androctonus pallidus Lourenço, Duhem & Cloudsley-Thompson, 2012 (Scorpiones, Buthidae)
- Buthacus golovatchi Lourenço, Duhem & Cloudsley-Thompson, 2012 (Scorpiones, Buthidae)
- Butheoloides granulatus Lourenço, Duhem & Cloudsley-Thompson, 2012 (Scorpiones, Buthidae)
- Buthus hassanini Lourenço, Duhem & Cloudsley-Thompson, 2012 (Scorpiones, Buthidae)
- Compsobuthus boucheti Lourenço, Duhem & Cloudsley-Thompson, 2012 (Scorpiones, Buthidae)
- Leiurus savanicola Lourenço, Qi & Cloudsley-Thompson, 2006 (Scorpiones, Buthidae)
- Orthochirus minor Lourenço, Qi & Cloudsley-Thompson, 2006 (Scorpiones, Buthidae)
- Orthochirus tibesti Lourenço, Qi & Cloudsley-Thompson, 2006 (Scorpiones, Buthidae)
- Scorpio ennedi Lourenço, Duhem & Cloudsley-Thompson, 2012 (Scorpiones, Scorpionidae)
- Scorpio niger Lourenço & Cloudsley-Thompson, 2012 (Scorpiones, Scorpionidae)
- Scorpio sudanensis Lourenço & Cloudsley-Thompson, 2009 (Scorpiones, Scorpionidae)

## Veröffentlichungen (Auswahl)
- John L. Cloudsley-Thompson (Hrsg.): Biology of deserts. The proceedings of a symposium on the biology of hot and cold deserts organized by the Institute of Biology. Tavistock, London 1954, Digitalisat.
- John L. Cloudsley-Thompson: Spiders, scorpions, centipedes and mites. Pergamon Press, London 1958, Digitalisat.
- John L. Cloudsley-Thompson und John H. P. Sankey: Land Invertebrates. A Guide to British Worms, Molluscs and Arthropods. Methuen, London 1961.
- John L. Cloudsley-Thompson (Hrsg.): Sahara Desert. Pergamon Press, Oxford 1984, ISBN 0-08-028869-3.
- John L. Cloudsley-Thompson: Evolution and Adaptation of Terrestrial Arthropods. Springer, Berlin, Heidelberg 1988, ISBN 3-540-18188-1.
- John L. Cloudsley-Thompson: Ecophysiology of Desert Arthropods and Reptiles. Springer, Berlin, Heidelberg 1991, ISBN 3-540-52057-0.
- John L. Cloudsley-Thompson: Biotic Interactions in Arid Lands. Springer, Berlin, Heidelberg 1996, ISBN 3-540-59261-X.
- John L. Cloudsley-Thompson: The Diversity of Amphibians and Reptiles: An Introduction. Springer, Berlin, Heidelberg 1999, ISBN 3-540-65056-3, Digitalisat.
- John L. Cloudsley-Thompson: Ecology and Behaviour of Mesozoic Reptiles. Springer, Berlin, Heidelberg 2005, ISBN 3-540-22421-1.
- John L. Cloudsley-Thompson: Sharpshooter. Memories of Armoured Warfare 1939–45. Arcturus Press, Fleet Hargate 2006, ISBN 1-905703-01-5 (Schilderung seiner Kriegserlebnisse).
- Wilson R. Lourenço, Bernard Duhem und John L. Cloudsley-Thompson: Scorpions from Ennedi, Kapka and Tibesti, the mountains of Chad, with descriptions of nine new species (Scorpiones: Buthidae, Scorpionidae). In: Arthropoda Selecta 2012, Band 21, Nr. 4, S. 307–338, Online PDF; 2,2 MB.